# Капітан-Сарм'єнто (округ)
Округ Капітан-Сарм'єнто (ісп. Capitán Sarmiento) — адміністративно-територіальна одиниця 2-ого рівня у провінції Буенос-Айрес в центральній Аргентині. Адміністративний центр округу — Капітан-Сарм'єнто (ісп. Capitán Sarmiento).
Населення округу становить 14494 особи (2010). Площа — 525 кв. км.

## Історія
Округ заснований у 1961 році.

## Населення
У 2010 році населення становило 14494 особи. З них чоловіків — 7058, жінок — 7436.

## Політика
Округ належить до 2-ого виборчого сектору провінції Буенос-Айрес.